# アデイマントス (アリストンの子)
アデイマントス（希：Αδείμαντος、ラテン文字転記：Adeimantos、生没年不明）はアリストンの子で、哲学者プラトンの長兄である。アデイマントスは弟のグラウコン（同じくプラトンの兄）と共にプラトンのいくつかの著作に出演している。
アデイマントスについてはプラトンの断片的な記述からしか分からない。『国家』ではメガラでの戦い（紀元前424年に起こった戦いか、紀元前409年の戦いかで学者の意見は分かれている）でグラウコンと共に武功を挙げたとされており、このことから、その時点では兵役につける年齢であることが分かるので、アデイマントスはプラトン（紀元前427年生）とは年齢が大きく離れていることが分かる。また、『ソクラテスの弁明』においてソクラテスが自分が青年たちを毒しているとすればその父兄や身内が黙っているはずがないと言った時にプラトンの兄としてアデイマントスを引き合いに出していることからアデイマントスは早くに父を失ったプラトンの保護者の立場にあったようである。

## 註
1. ↑  『国家』368A
2. ↑  『ソクラテスの弁明』34A